# (400084) 2006 SJ343
(400084) 2006 SJ343 es un asteroide perteneciente al cinturón de asteroides, descubierto el 28 de septiembre de 2006 por el equipo del Spacewatch desde el Observatorio Nacional de Kitt Peak, Arizona, Estados Unidos.

## Designación y nombre
Designado provisionalmente como 2006 SJ343.

## Características orbitales
2006 SJ343 está situado a una distancia media del Sol de 2,711 ua, pudiendo alejarse hasta 3,046 ua y acercarse hasta 2,376 ua. Su excentricidad es 0,123 y la inclinación orbital 8,310 grados. Emplea 1631,01 días en completar una órbita alrededor del Sol.

## Características físicas
La magnitud absoluta de 2006 SJ343 es 17,1. Tiene 2,139 km de diámetro y su albedo se estima en 0,051.